# Little Poland

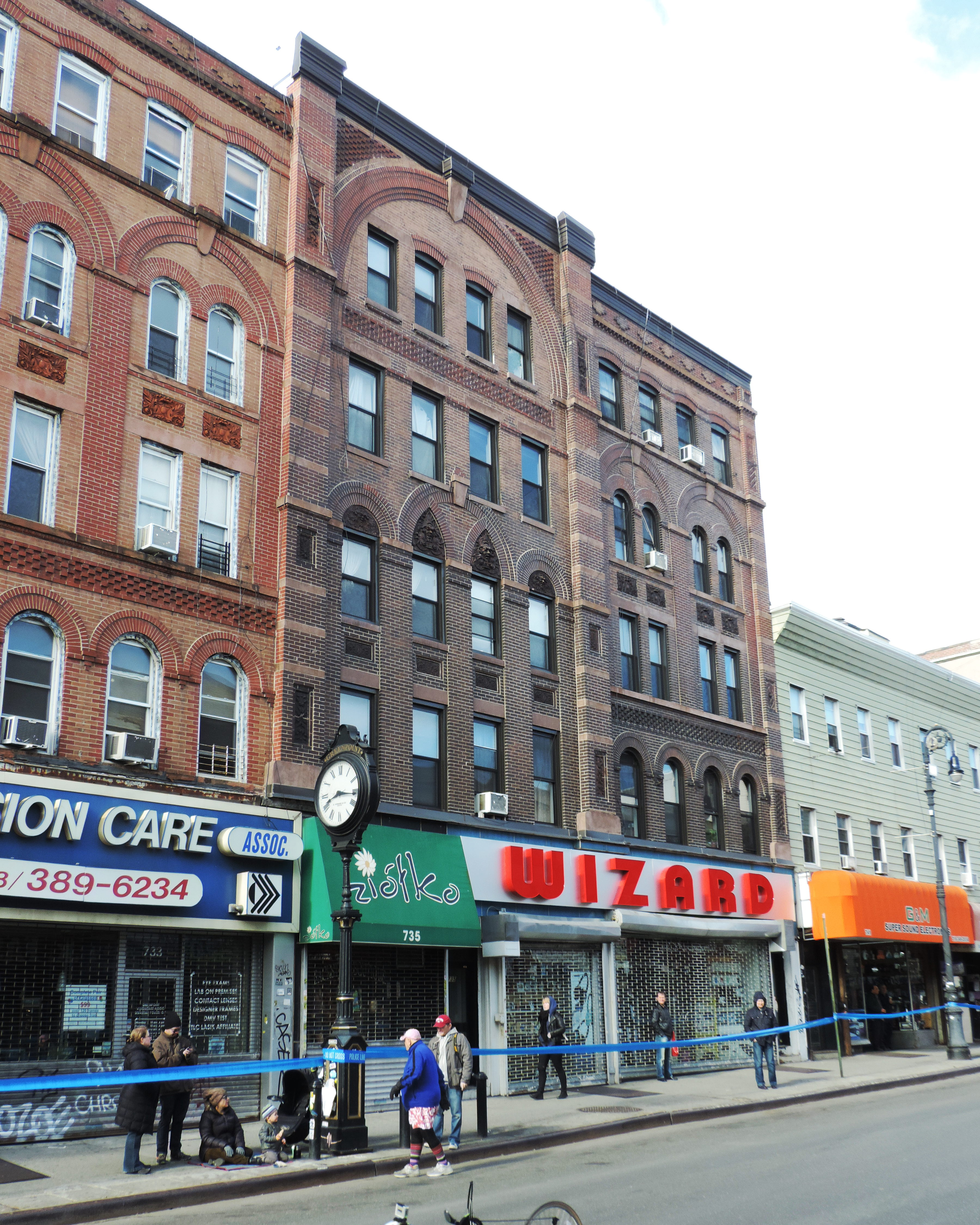
Manhattan Avenue a Greenpoint (2014)

Little Poland, in italiano Piccola Polonia è il nome informale per parte del quartiere di Greenpoint nel distretto di Brooklyn a New York.
Il nome è stato dato a seguito dell'afflusso di immigrati polacchi dopo il 1900.
Prima vari posti a New York ebbero il nome di Little Poland.